# Ormas
Ormas es una localidad del municipio de la Hermandad de Campoo de Suso, de 45 habitantes en 2024. Está a 960 m s. n. m. y dista un kilómetro de la capital municipal. Su término comparte con Soto, el lote de caza mayor de la Reserva del Saja llamado «Lote Soto y Hormas».

## Paisaje y naturaleza
Desde Ormas se accede a través de una empinada pista que ladea la falda del pico Liguardi, al collado de Rimaceo y a los Puertos de Sejos. Lo hace por una zona despoblada de arbolado que separa el denso robledal de Proaño del no menor hayedo de Ormas. Merece la pena el paisaje que se descubre hacia el sureste a través de la amplitud de la vega que forma el Híjar en su cauce medio.

## Patrimonio histórico
El caserío de Ormas forma uno de los mejores conjuntos de arquitectura rural de Campoo. Sus casonas son un representativo catálogo del tipo de casa noble más repetido sobre todo en Campoo de Suso, con planta baja y una sola altura a las que separa una moldura lisa que a menudo se doble por encima del arco de la portada, enmarcándolo, como si de un ligero alfiz se tratara. Suele recurrirse a la decoración en el molduraje de las ventanas, en la clave del arco y en especial en los escudos, que raramente faltan. Los muros suelen presentarse bastante cerrados y en ellos aparecen la sillería en grado proporcional a la nobleza de la familia que lo construyese. Cuando esta falta de muros, se reduce su uso a las partes estructurales como en los esquinales, las puertas y las ventanas, que se destacan del encalado que recubre a la mampostería de los muros en un original juego cromático. Dos de los mejores ejemplos los tenemos en dos casas de 1636 y 1642 pertenecientes a la familia Rodríguez García de los Ríos, en las que no falta ninguno de los elementos, o en diversas casas agrupadas en torno a la Plaza del Pilón, a la calle del Coterón, o a la calle del Llano. En esta última, está la escuela, moderna, de 1959, con una arquitectura nada interesante, pero en la que se la incrustado un buen escudo del siglo XVII, totalmente fuera de contexto.
La iglesia parroquial de San Andrés data del siglo XVI. Parecen de esta época el tramo primero de la nave, en el que se abre la portada, muy sencilla, y los toscos canecillos que hay por encima de ella. El resto entronca con el estilo desornamentado del siglo XVII y XVIII del barroco campurriano. Llaman la atención la torre, con una evidente desproporción que la hace parecer muy robusta, y la portalada de acceso, muy sencilla, a la que emparentamos con la de la iglesia de San Martín de Soto.
- Datos: Q6053165